# 김영덕 (물리학자)
김영덕(1959년~)은 대한민국의 핵물리학자이다. 암흑물질과 중성미자 연구에 주력하였다. 현재 기초과학연구원(IBS)의 지하실험 연구단 단장으로 일하고 있다.

## 생애

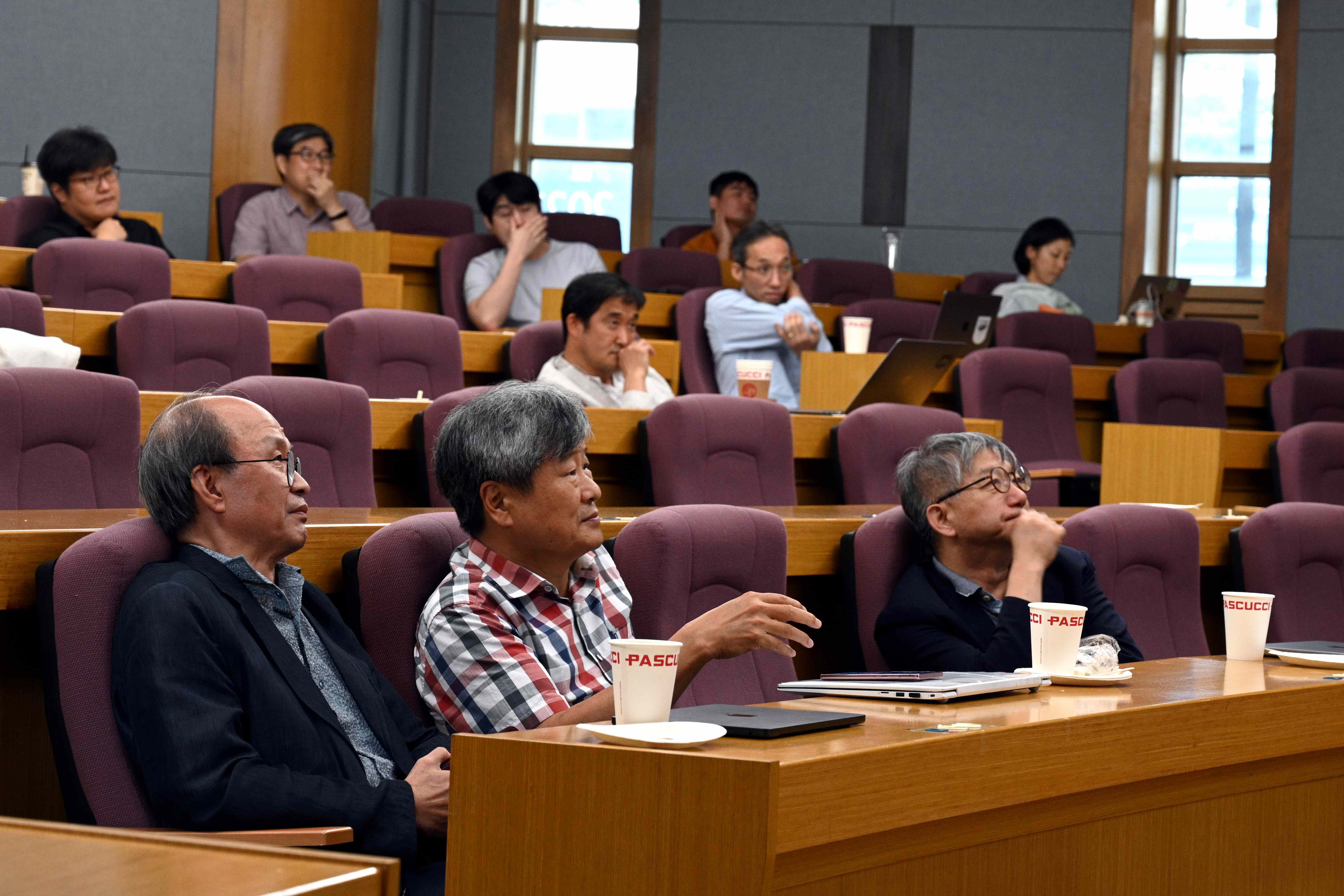
KIMS실험 창립자 (왼쪽) 서울대 김선기 교수, (가운데) 경북대 김홍주 교수, (오른쪽) 세종대 김영덕 교수이다.

서울대학교에서 원자핵공학(1978학번)을 전공하고 미국 미시간 주립대학교(이스트랜싱 소재)에서 중간에너지 핵반응에서의 핵파쇄 메카니즘 규명으로 1991년 박사학위를 받았다. 이후 인디애나 대학교과 일본의 고에너지 물리학 연구소(KEK)에서 하드론 물리학을 연구하였고, 1995년 서울대학교 브레인풀 연구원으로 귀국하였다. 1998년에 세종대학교 물리학과 조교수로 일하기 시작했다. 2013년부터 기초과학연구원 지하실험연구단 단장으로 일하고 있다.
그의 공적은 한국에서 암흑물질 실험을 동료 연구자와 시작했다는 점이 가장 먼저 눈에 뜨인다. 서울대학교의 김선기, 경북대학교의 김홍주 교수와 함께  암흑물질 실험인 KIMS실험을 시작하였다. 경기도 청평 양수발전소 지하에서 KIMS실험을 했고, 이후 강원도 양양의 점봉산 지하 700미터에 있는 양양 양수발전소로 옮겨 KIMS실험을 했다. 2012년에는 KIMS실험 대표가 되었고,  2013년에는 기초과학연구원의 지하실험연구단 단장으로 선정되어
 암흑물질 탐색과 이중베타붕괴 실험을 본격적으로 시작하였다.
그의 리더십으로 KIMS 실험은 국제공동연구로 성격을 바꿔, COSINE-100실험이라는 이름으로 진행되고 있다. 그가 이끄는 IBS 지하실험연구단은 중성미자 연구에 힘을 쏟고 있다. 전체 인력으로 보면 암흑물질 실험보다 중성미자 연구에 더 무게가 실려 있다. 중성미자 실험은 탐색실험과 이중 베타 붕괴 실험(AMoRE실험) 두 가지다. 서울대학교의  교수로 일했던 김수봉 등과 함께 영광의 한빛원자력발전소에서 중성미자의 3번째 섞임각을 성공적으로 측정한 바 있다.
김영덕 단장은 강원도 정선군 신동읍 예미산 지하 1000미터 지점에 새로운 지하실험 시설 예미랩 건설을 추진하였고, 이는 2022년 10월 5일에 준공되었다. 이곳에서는 KIMS의 실험에서 더 나아간 AMoRE 실험, COSINE-200 실험, LSC 실험 등을 실행한다.

## 주요업적
- 중간에너지 핵반응에서의 핵파쇄 메카니즘 규명
- 한국 암흑물질 탐색실험 (KIMS) 수행
- 미 측정됐던 중성미자 변환상수 발견을 위해 세종대학교 김영덕교수 등과 함께 원전중성미자실험(영어: Reactor Experiment for Neutrino Oscillations, 줄여서 RENO))을 시작하여 한빛원자력발전소(옛이름 : 영광원자력발전소) 부근에 국내 최초의 중성미자 검출시설을 성공적 구축한 뒤 실험 수행 중 (2006～ ).
- 2013년 4월 3일 원전중성미자실험에서 중성미자 3번째 섞임각을 측정하였다고 발표[7][8]
- 강원도 정선군 신동읍 예미리에 지하실험연구소인 예미랩 건설 진행 중.

## 수상
- 세종대학교 우수연구교수상

## 같이 보기
- 원전중성미자실험
- 한국 암흑물질탐색 실험